# Skate America de 2004
O Skate America de 2004 foi a vigésima terceira edição do Skate America, um evento anual de patinação artística no gelo organizado pela United States Figure Skating Association, e que fez parte do Grand Prix de 2004–05. A competição foi disputada entre os dias 21 de outubro e 24 de outubro, na cidade de Pittsburgh, Pensilvânia, Estados Unidos.

## Eventos
- Individual masculino
- Individual feminino
- Duplas
- Dança no gelo

## Medalhistas
| Evento                        | Ouro                                             | Prata                                    | Bronze                                         |
| Individual masculino detalhes | Brian Joubert · França                           | Ryan Jahnke · Estados Unidos             | Michael Weiss · Estados Unidos                 |
| Individual feminino detalhes  | Angela Nikodinov · Estados Unidos                | Cynthia Phaneuf · Canadá                 | Miki Ando · Japão                              |
| Duplas detalhes               | Zhang Dan · Zhang Hao · China                    | Julia Obertas · Sergei Slavnov · Rússia  | Rena Inoue · John Baldwin Jr. · Estados Unidos |
| Dança no gelo detalhes        | Tanith Belbin · Benjamin Agosto · Estados Unidos | Galit Chait · Sergei Sakhnovski · Israel | Megan Wing · Aaron Lowe · Canadá               |

## Resultados

### Individual masculino
| Pos.              | Nome                | Nacionalidade  | Pontos | PC         | PL         |
| ----------------- | ------------------- | -------------- | ------ | ---------- | ---------- |
| Medalha de ouro   | Brian Joubert       | França         | 193.46 | 72.10 (1)  | 121.36 (2) |
| Medalha de prata  | Ryan Jahnke         | Estados Unidos | 186.71 | 60.83 (4)  | 125.88 (1) |
| Medalha de bronze | Michael Weiss       | Estados Unidos | 179.56 | 64.82 (2)  | 114.74 (3) |
| 4                 | Roman Serov         | Israel         | 174.42 | 62.24 (3)  | 112.18 (4) |
| 5                 | Evan Lysacek        | Estados Unidos | 162.51 | 54.87 (5)  | 107.64 (8) |
| 6                 | Song Lun            | China          | 161.46 | 51.08 (9)  | 110.38 (6) |
| 7                 | Nicholas Young      | Canadá         | 160.82 | 52.60 (6)  | 108.22 (7) |
| 8                 | Ben Ferreira        | Canadá         | 157.41 | 51.33 (7)  | 106.08 (9) |
| 9                 | Stefan Lindemann    | Alemanha       | 156.73 | 44.99 (11) | 111.74 (5) |
| 10                | Vakhtang Murvanidze | Geórgia        | 143.10 | 51.22 (8)  | 91.88 (11) |
| 11                | Alexander Shubin    | Rússia         | 142.42 | 47.08 (10) | 95.34 (10) |

### Individual feminino
| Pos.              | Nome               | Nacionalidade  | Pontos | PC         | PL         |
| ----------------- | ------------------ | -------------- | ------ | ---------- | ---------- |
| Medalha de ouro   | Angela Nikodinov   | Estados Unidos | 149.50 | 53.62 (2)  | 95.88 (2)  |
| Medalha de prata  | Cynthia Phaneuf    | Canadá         | 144.40 | 50.20 (3)  | 94.20 (3)  |
| Medalha de bronze | Miki Ando          | Japão          | 142.64 | 53.64 (1)  | 89.00 (6)  |
| 4                 | Alissa Czisny      | Estados Unidos | 141.36 | 50.20 (3)  | 91.16 (4)  |
| 5                 | Susanna Pöykiö     | Finlândia      | 140.38 | 42.98 (8)  | 97.40 (1)  |
| 6                 | Elena Liashenko    | Ucrânia        | 135.80 | 45.68 (6)  | 90.12 (5)  |
| 7                 | Yukina Ota         | Japão          | 130.70 | 47.42 (5)  | 83.28 (7)  |
| 8                 | Miriam Manzano     | Austrália      | 125.30 | 44.06 (7)  | 81.24 (8)  |
| 9                 | Idora Hegel        | Croácia        | 116.98 | 39.64 (10) | 77.34 (9)  |
| 10                | Anne-Sophie Calvez | França         | 102.88 | 39.88 (9)  | 63.00 (10) |
| 11                | Zhang Fan          | China          | 85.52  | 30.84 (11) | 54.68 (11) |

### Duplas
| Pos.              | Nome                               | Nacionalidade  | Pontos | PC        | PL         |
| ----------------- | ---------------------------------- | -------------- | ------ | --------- | ---------- |
| Medalha de ouro   | Zhang Dan / Zhang Hao              | China          | 166.86 | 56.98 (3) | 109.88 (1) |
| Medalha de prata  | Julia Obertas / Sergei Slavnov     | Rússia         | 166.26 | 57.58 (2) | 108.68 (2) |
| Medalha de bronze | Rena Inoue / John Baldwin Jr.      | Estados Unidos | 158.10 | 56.52 (4) | 101.58 (3) |
| 4                 | Ding Yang / Ren Zhongfei           | China          | 139.42 | 47.98 (6) | 91.50 (5)  |
| 5                 | Elizabeth Putnam / Sean Wirtz      | Canadá         | 136.88 | 45.38 (7) | 91.44 (4)  |
| 6                 | Kathryn Orscher / Garrett Lucash   | Estados Unidos | 129.32 | 43.76 (8) | 85.56 (6)  |
| 7                 | Jennifer Don / Jonathon Hunt       | Estados Unidos | 125.28 | 51.00 (5) | 74.28 (7)  |
| 8                 | Julia Shapiro / Vadim Akolzin      | Israel         | 100.74 | 41.36 (9) | 59.38 (8)  |
| WD                | Tatiana Totmianina / Maxim Marinin | Rússia         | —      | 64.98 (1) | — (WD)     |

### Dança no gelo
| Pos.              | Nome                                     | Nacionalidade  | Pontos | DC         | DO         | DL         |
| ----------------- | ---------------------------------------- | -------------- | ------ | ---------- | ---------- | ---------- |
| Medalha de ouro   | Tanith Belbin / Benjamin Agosto          | Estados Unidos | 212.87 | 43.71 (1)  | 63.40 (1)  | 105.76 (1) |
| Medalha de prata  | Galit Chait / Sergei Sakhnovski          | Israel         | 204.32 | 40.98 (2)  | 60.48 (2)  | 102.86 (2) |
| Medalha de bronze | Megan Wing / Aaron Lowe                  | Canadá         | 178.60 | 36.65 (3)  | 51.66 (3)  | 90.29 (3)  |
| 4                 | Svetlana Kulikova / Vitali Novikov       | Rússia         | 173.43 | 33.89 (4)  | 50.65 (4)  | 88.89 (4)  |
| 5                 | Sinead Kerr / John Kerr                  | Reino Unido    | 156.56 | 31.89 (5)  | 43.14 (5)  | 81.53 (5)  |
| 6                 | Eve Bentley / Cedric Pernet              | França         | 140.22 | 26.39 (8)  | 39.04 (8)  | 74.79 (6)  |
| 7                 | Julia Golovina / Oleg Voiko              | Ucrânia        | 143.92 | 27.08 (7)  | 42.81 (6)  | 74.03 (7)  |
| 8                 | Elena Romanovskaya / Alexander Grachev   | Rússia         | 131.06 | 23.83 (11) | 34.94 (11) | 72.29 (8)  |
| 9                 | Loren Galler-Rabinowitz / David Mitchell | Estados Unidos | 133.45 | 24.35 (10) | 38.96 (9)  | 70.14 (9)  |
| 10                | Kendra Goodwin / Brent Bommentre         | Estados Unidos | 136.08 | 25.72 (9)  | 40.62 (7)  | 69.74 (10) |
| 11                | Alexandra Kauc / Michał Zych             | Polônia        | 131.25 | 27.40 (6)  | 35.79 (10) | 68.06 (11) |

## Quadro de medalhas
| Ordem | País           | Medalha de ouro | Medalha de prata | Medalha de bronze |    | Ordem por total |
| ----- | -------------- | --------------- | ---------------- | ----------------- | -- | --------------- |
| 1     | Estados Unidos | 2               | 1                | 2                 | 5  | 1               |
| 2     | China          | 1               |                  |                   | 1  | 3               |
| 2     | França         | 1               |                  |                   | 1  | 3               |
| 4     | Canadá         |                 | 1                | 1                 | 2  | 2               |
| 5     | Israel         |                 | 1                |                   | 1  | 3               |
| 5     | Rússia         |                 | 1                |                   | 1  | 3               |
| 7     | Japão          |                 |                  | 1                 | 1  | 3               |
| TOTAL | TOTAL          | 4               | 4                | 4                 | 12 | —               |